# Lubiewo (Koejavië-Pommeren)
Lubiewo is een dorp in het Poolse woiwodschap Koejavië-Pommeren, in het district Tucholski. De plaats maakt deel uit van de gemeente Lubiewo en telt 1012 inwoners.